# Elephantorrhiza elephantina
Elephantorrhiza elephantina là một loài thực vật có hoa trong họ Đậu. Loài này được (Burch.) Skeels miêu tả khoa học đầu tiên.